# Visée Hunter-killer
Ne doit pas être confondu avec la bande dessinée Hunter-Killer.
Dans le domaine des chars de combat principal (MBT: main battle tank), la visée Hunter-killer est un système de visée chef et tireur qui permet au chef d'acquérir un objectif, de démarrer une séquence de tir et de la transférer, via l'électronique de bord, au tireur pour la phase de tir, le chef pouvant ainsi acquérir d'autres objectifs.
De manière à peu près constante, le chef dispose d'un moyen de visée panoramique lui permettant la reconnaissance et l'acquisition sur 360°, contrairement au tireur où la visée est coaxiale à l'arme principale.
Le chef a très souvent la possibilité de traiter une cible en priorité tant que le tireur n'a pas déclenché la mise à feu. Ceci permet de traiter une menace imminente sans perdre de temps à indiquer la cible au tireur. Le chef et le tireur ont les mêmes capacités de tirs, mais le chef dispose d'un système de visée panoramique.
Ce système existe, par exemple, dans les chars chinois Type 99.